# Toxorhina (Toxorhina) serpens
Toxorhina (Toxorhina) serpens is een tweevleugelige uit de familie steltmuggen (Limoniidae). De soort komt voor in het Afrotropisch gebied.